# Hemiaminal

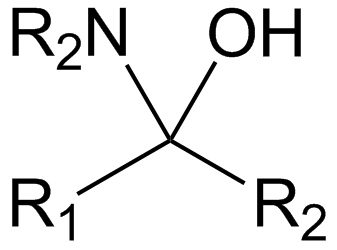
Algemene structuurformule van een hemiaminal.

Eem hemiaminal of (archaïsch) carbinolamine is in de organische chemie een functionele groep waarin een hydroxylgroep en een aminefunctie aan hetzelfde koolstofatoom gebonden zijn. Ook verbindingen waarin een dergelijke functionele groep voorkomt worden als hemiaminal aangeduid.
Hemiaminalen zijn een tussenproduct in de vorming van imines uit amines en carbonylverbindingen via een alkylimino-de-oxo-bisubstitutie. In wezen zijn het relatief onstabiele verbindingen.  

## Synthese
Een voorbeeld van een hemiaminal is het product dat verkregen wordt uit carbazool, een secundair amine, en formaldehyde. De reactie wordt uitgevoerd in refluxende methanol met kaliumcarbonaat als katalysator. Indien een zure katalysator wordt gebruikt dan ontstaat het aminal N,N'-biscarbazol-9-yl-methaan.

## Reactiviteit
Hemiaminalen van primaire amines zijn niet stabiel, of in ieder geval nog nooit als zuivere stof geïsoleerd. Waarneming van deze verbindingen is wel mogelijk in host-guestcomplexen: halfwaardetijden van 30 minuten kunnen onder die omstandigheden worden vastgesteld. Het amine en de carbonylverbinding worden in de matrix gefixeerd en de vorming van het hemiaminal is de voornaamste reactie. In vergelijking met andere reactiemogelijkheden is de hemiaminalvorming snel, terwijl volgreacties ervan door de afscherming van het hemiaminal door de matrix worden geblokkeerd. Met name de reactie met een base (een tweede amine), is niet mogelijk. De eliminatie van water waardoor een imine ontstaat, kan niet optreden.

## Toepassingen
Hemiaminalvorming is een belangrijke reactie bij de asymmetrische totaalsynthese van saxitoxine:
In deze reactie wordt eerst de dubbele binding in de ring via oxidatie met osmium(III)chloride, oxone (kaliumperoxosulfaat) en natriumcarbonaat omgezet in een acyloïne. In de volgende stap wordt het hemiaminal gevormd door reactie van het amine met de zopas ontstane carbonylgroep.